# Solviksängen

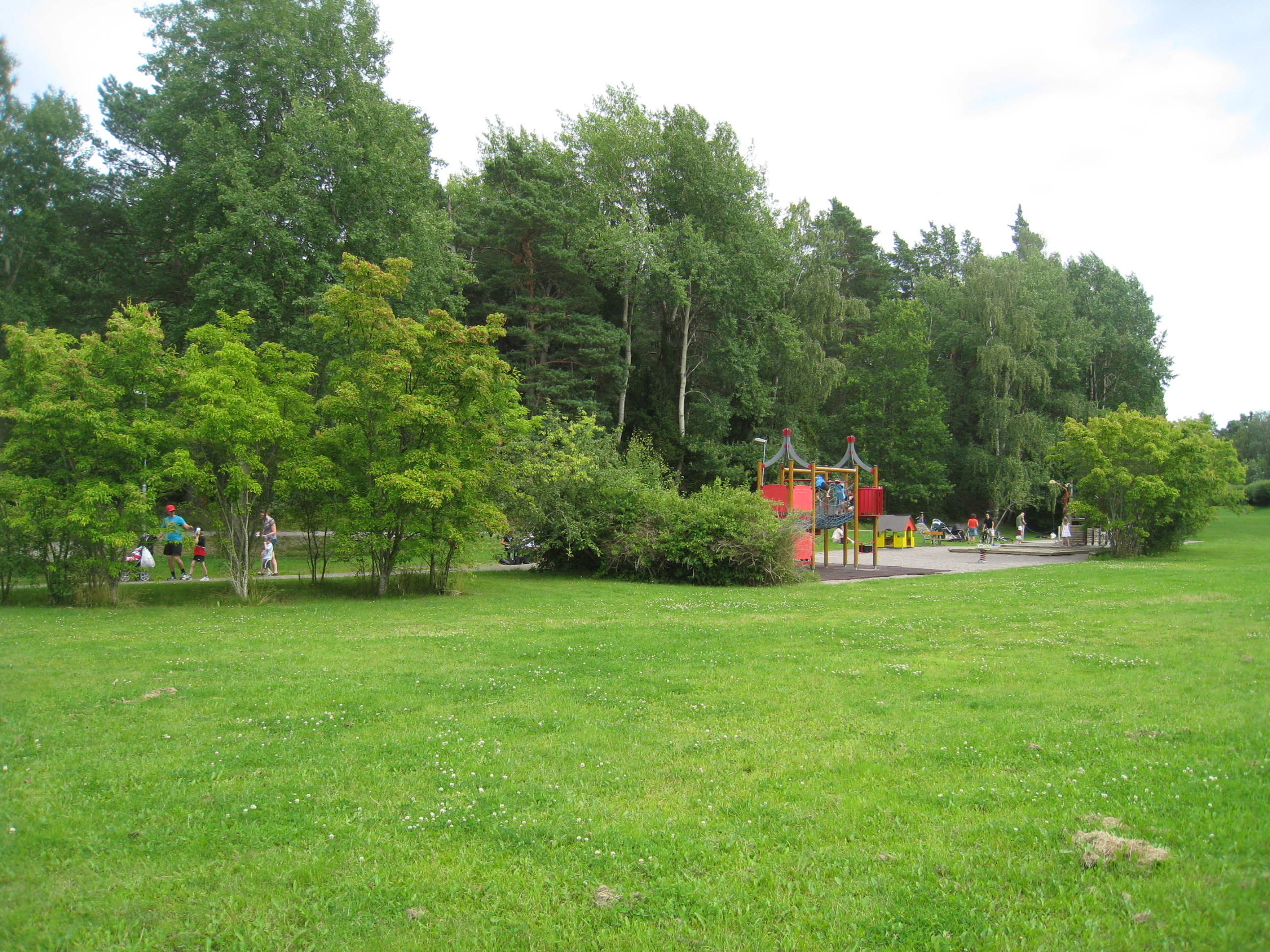
Solviksängen i Smedslätten.

Solviksängen, som ingår i Ålstensskogen i södra Bromma, västra Stockholm, är en öppen äng i en låg dalsänka mellan två tillfartsvägar till Solviksbadet i södra Smedslätten. Ängen ligger söder om Alviksvägen, där Solviksvägen slutar, och sträcker sig till Solviksbadet vid Mälaren. Ängen, som är kantad av lövträd, är anlagd och hålls fri från uppväxande träd, buskar och sly av människohand. Ursprungligen var ängen en torrlagd havsvik. Där finns en lekplats och sedan 2005 en tillfällig förskola.

## Topografi

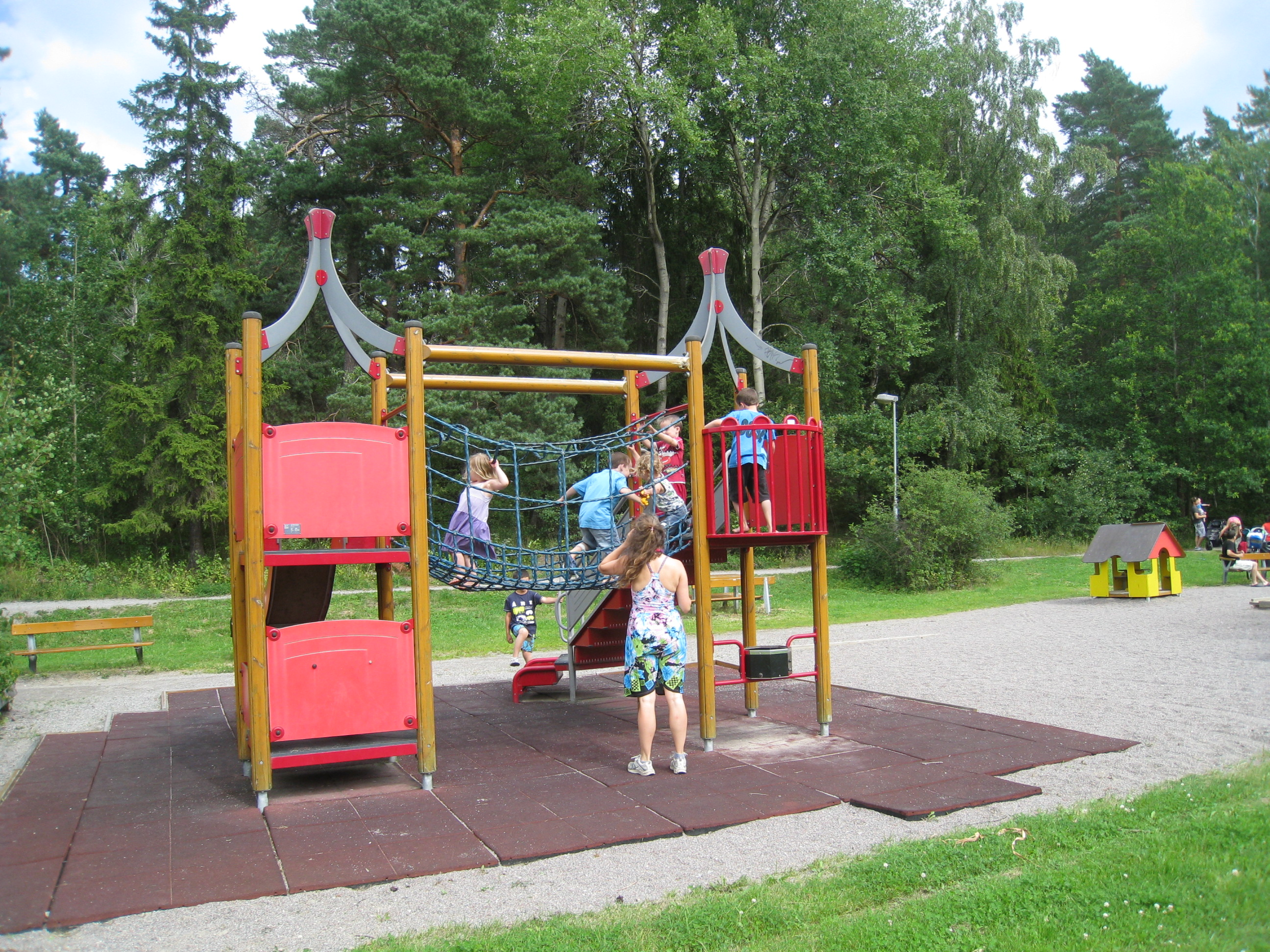
Lekplatsen vid Solviksängen.

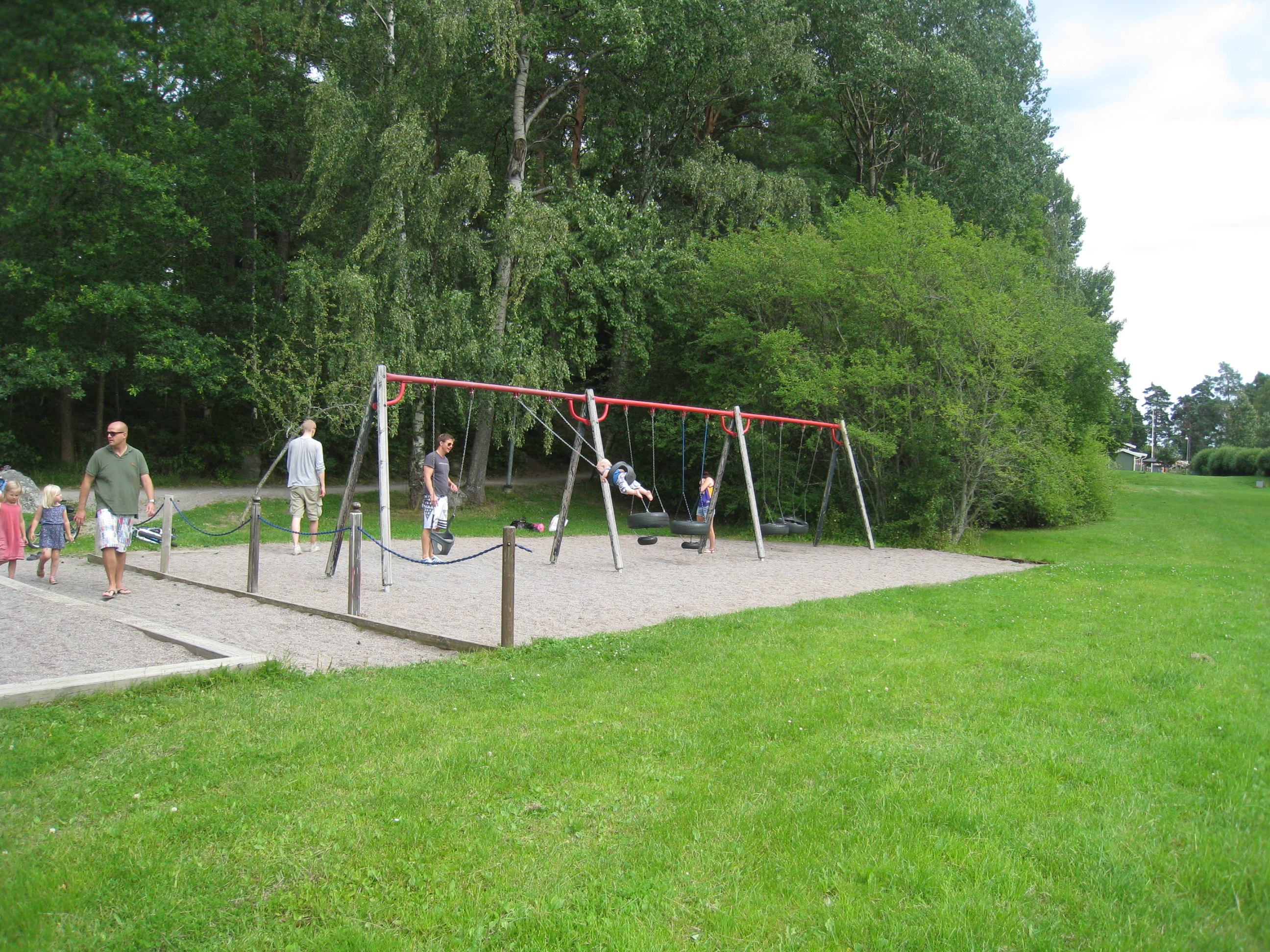
Gungorna vid Solviksängen.

Dalgången vid Solviksängen är en gammal havsvik, som måste ha blivit torrlagd redan i förhistorisk tid. Den lägre liggande dalsänkan vid Ålstensängen har däremot har blivit torrlagd långt senare, ännu på 1400- och 1500-talen gick vattnet långt upp i den vik, i vars övre förlängning Ålstensgatan med radhusen nu ligger. Där nu valborgsmässoelden brukar tändas stod då vatten och väster därom ligger nu Ålstensparken nere vid Mälaren.
I kanterna av Solviksängens dalsänka ner till Solviksbadet växer ek, björk, asp och sälg. De ekar som finns kvar inne på badets område är givetvis betydligt äldre än den tidiga bebyggelsen där.
Norr om Alviksvägen i Ålstensskogens förlängning ligger en skogsremsa, ett smalt skogsstråk, Storskogen, med sin stora utsikt över Ålsten, mellan villabebyggelsen och som fortsätter norröver förbi Bergviksvägen och Asbjörnsens väg och Smedslättsvägen till Nyängsparken, som leder fram till Västerled och Stora Mossens Idrottsplats och vidare till Abrahamsbergs koloniområde ända upp till Lillsjön och Bromma flygplats, givetvis med smärre avbrott.

## Lekplats och förskola Solviksängen

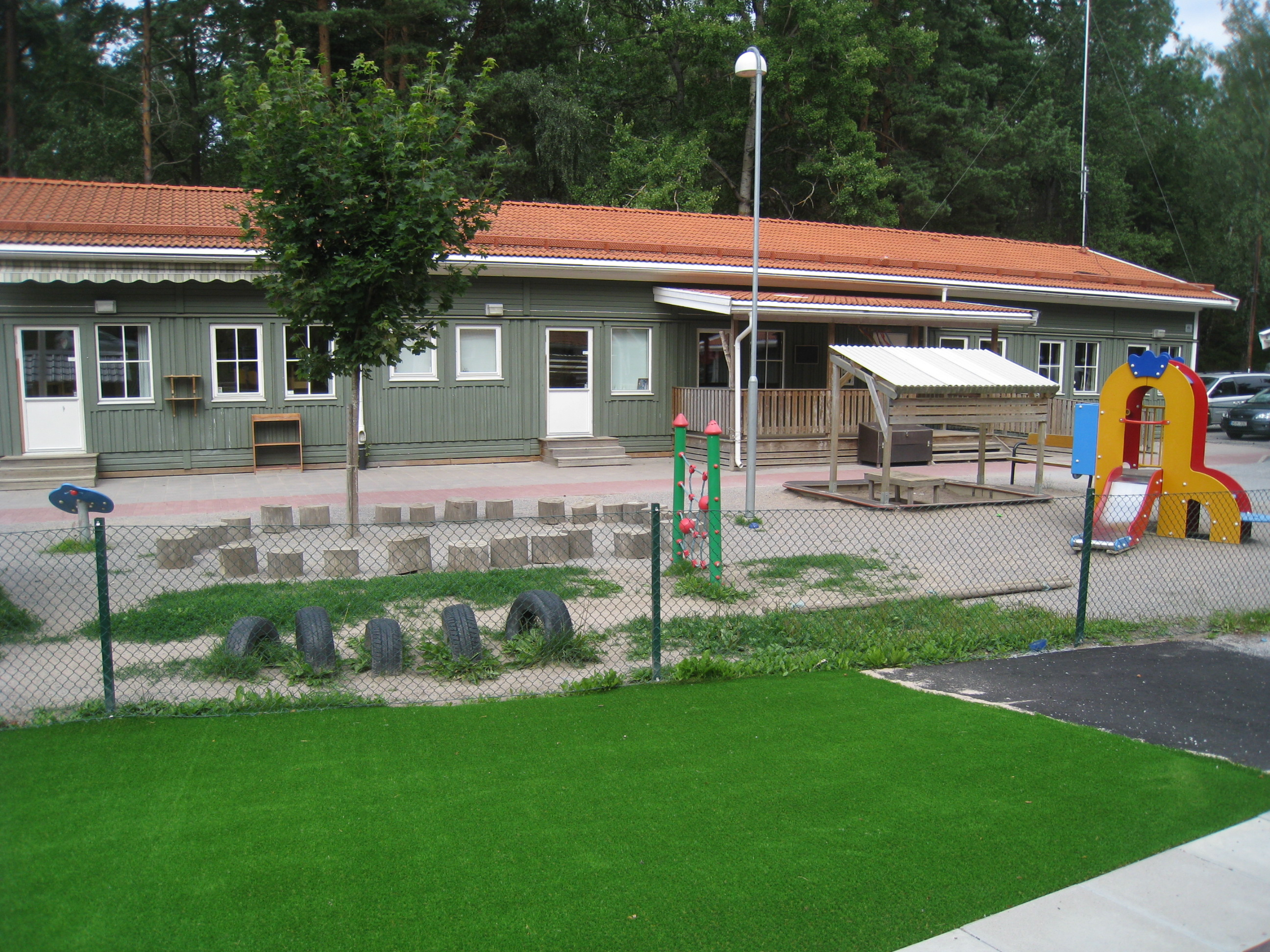
Förskolan Solviksängen

I kanten av ängen ligger en lekplats med sittbänkar och gungor, klätterställning, sandlåda, rutschkana, lekhus och gungdjur. Vid badet finns sedan 2005 på Ålstens Skogsväg 19 en tillfällig förskola, Förskola Solviksängen. Kring förskolan finns en belyst grusgång. Vid Solviksängen fanns "förr i tiden" en plaskdamm för småbarnen, där plaskdammen låg växer det nu gräs.

## Midsommarfirande

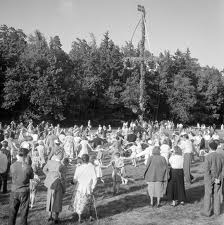
Solviksängen. Midsommarfirande med dans kring midsommarstången på Solviksängen. Bilden tagen omkring 1945–1955.

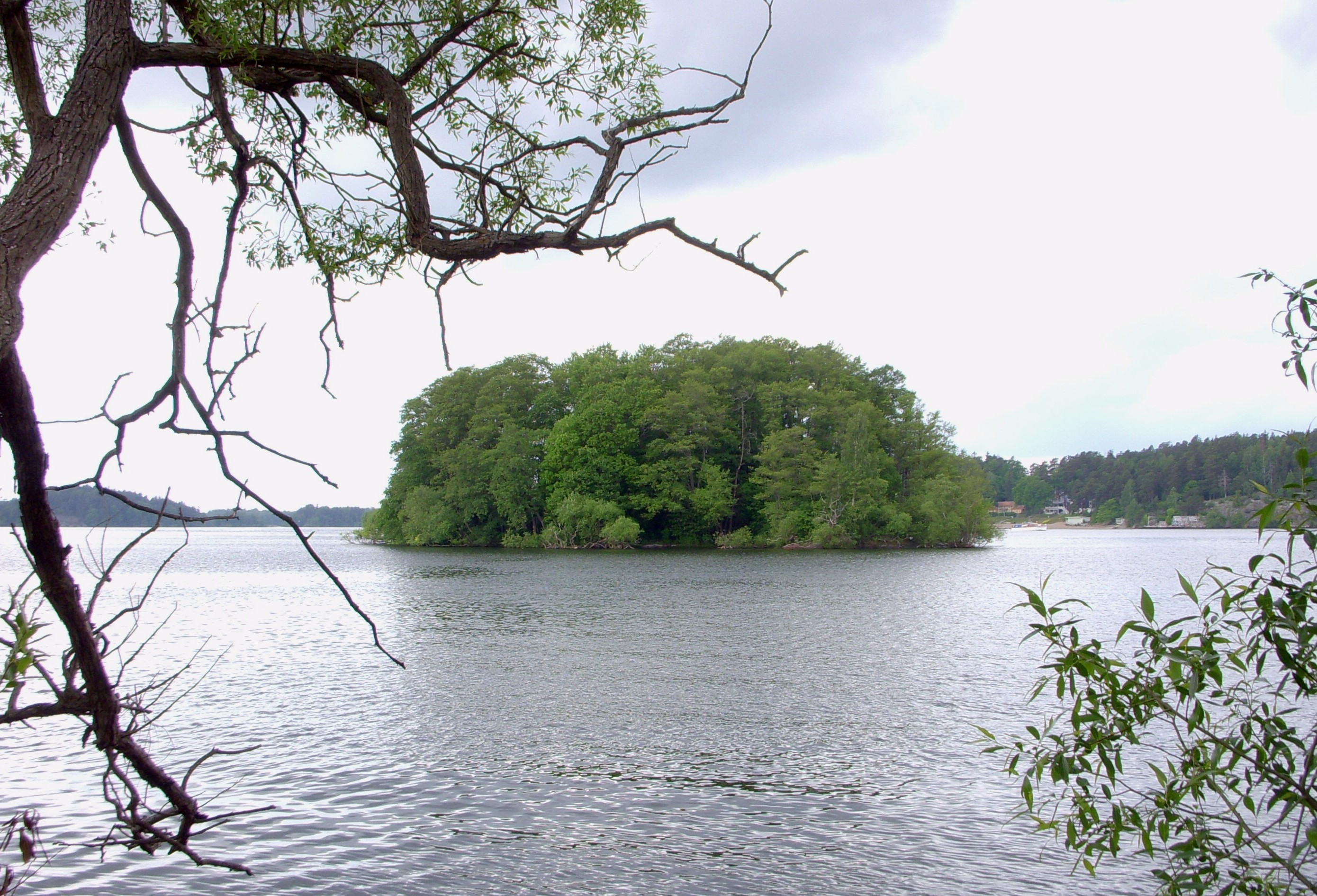
Ön Rotholmen i Mälaren. I bakgrunden syns Solviksbadet.

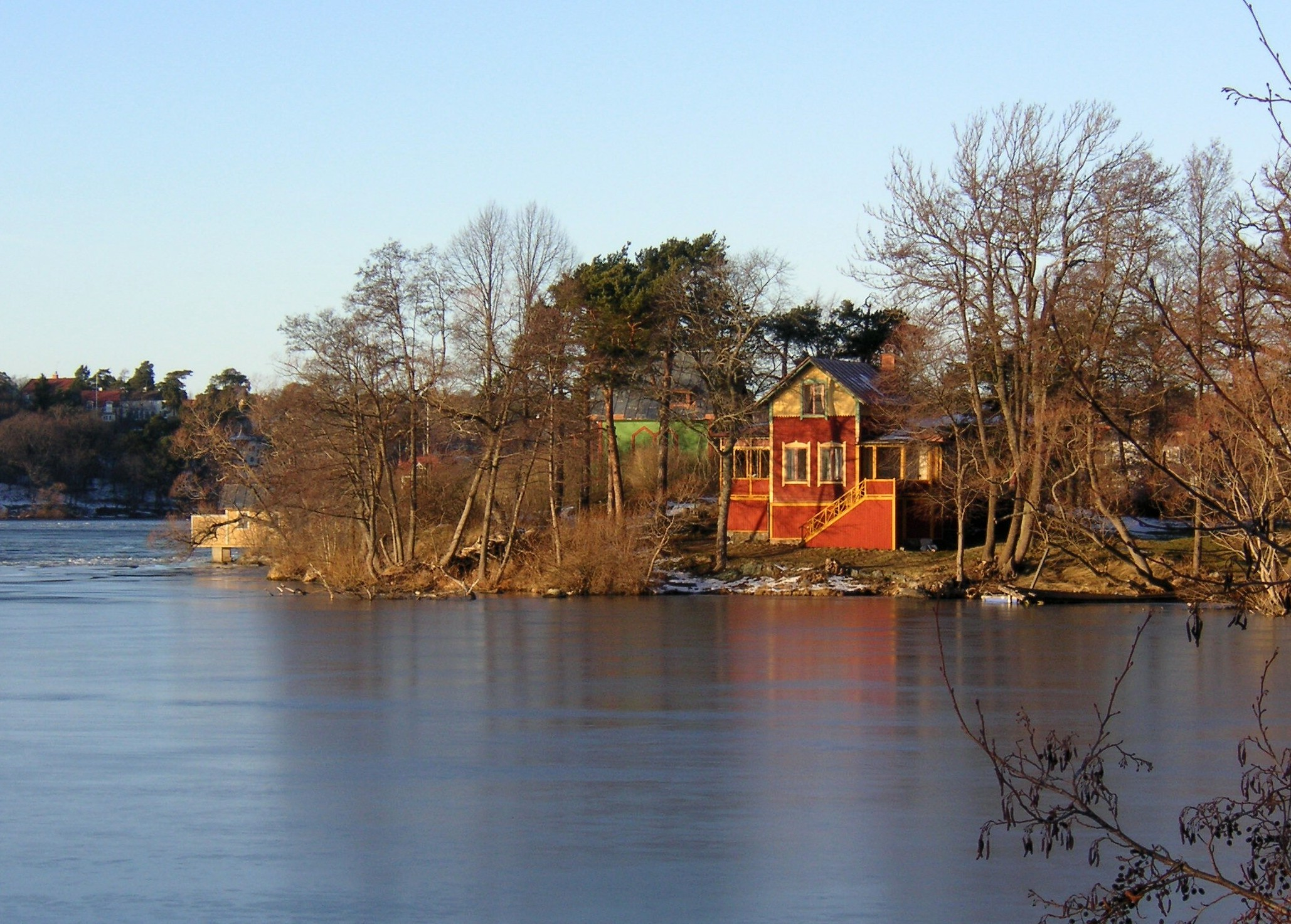
Ön Lindholmen i Mälaren. I det högt belägna området i Ålstensskogen öster om Solviksängen har man utsikt över de små öarna Lindholmen och Rotholmen.

Solviksängen är en plats för aktiviteter som bollspel, traditionsenligt midsommarfirande, skidspår och solbad i gräset med picknick i nära anslutning till Solviksbadet. Ängen är mycket blöt under vår och höst. För att få bort de mycket sanka partierna skulle ängen behöva dräneras.
På 1930-, 1940- och 1950-talen kläddes midsommarstången på den stora planen vid Smedslättstorget på midsommaraftonens eftermiddag. Stången kläddes med löv och blommor.
Under pompa och ståt tågade unga och gamla, som hjälptes åt att bära den färdigklädda midsommarstången utmed Solviksvägen vid Smedslättstorget ner till Solviksängen. Stången restes på Solviksängen och under festliga former ordnades där organiserad dans med ringlekar. Det fanns lekledare och musikanter som spelade dragspel. På eftermiddagen på midsommardagen fortsatte midsommarfirandet. Många av besökarna var klädda i nationaldräkter eller folkdräkter. 

## Bad
Från Alviksvägen leder en liten sydlig avtagsväg ned genom Ålstensskogen till Solviksbadet, ett strandbad vid Mälaren. Det är inhägnat, men öppet för allmänheten. Här finns en sandstrand med två bryggor samt en liten flytbrygga, kiosk, WC, utedusch, gungor, bangolf, motionsspår och Solviks motionscenter.
Solviksbadet var ett av Stockholms tidiga gemensamhetsbad. Strandbadet öppnades 1925, blev officiellt bad 1929, och hade iordningställts av stadens fastighetskontor. Badet låg öppet mot söder och var väl skyddat från norr och var omgivet av en vacker natur. Under 1930-talet utvidgades och kompletterades det med enkla badhytter. Badet utvecklades till Stockholms mest frekventerade friluftsbad. En vacker och varm sommardag kunde mer än 6000 personer besöka badet. Vattnet var på den tiden mycket rent och av hög kvalitet. Mellan 1950-talet och 1980-talet var badet stängt på grund av föroreningar.

## Vidsträckt utsikt öster om Solviksängen
Berget och skogen öster om Solviksängen ingår i Ålstensskogen, liksom det större berget väster om Solviksängen. Halva det områdets mark utgörs av moränmark. Moränen är mycket rik på stenar och block. Detta östra berg når 35 meter över Mälarens nivå. Det gör också den del av berget i Ålstensskogen, där det ligger ett gravröse från bronsåldern överst på ett hällområde, och som räknas till fornlämningarna i Smedslätten. Gravröset byggdes upp på en plats som vid sin tillkomst hade ett dominerande läge, högt över vattenvidderna. Från den östligare delen av det vidsträckta och högt belägna området av Ålstensskogen, det vill säga skogsområdet och berget öster om Solviksängen, ser man ut över vattnet i östlig, sydostlig och sydlig riktning mot Stora Essingen, de små öarna Lindholmen och Rotholmen samt fastlandsstränderna vid Gröndal, Vinterviken och Aspudden.